# Wanda Herse
Wanda Herse (ur. 8 czerwca 1885 w Warszawie, zm. 23 lipca 1954 w Życzynie) – polska taterniczka, fotografka, działaczka niepodległościowa, gospodarcza i społeczna.

## Życiorys

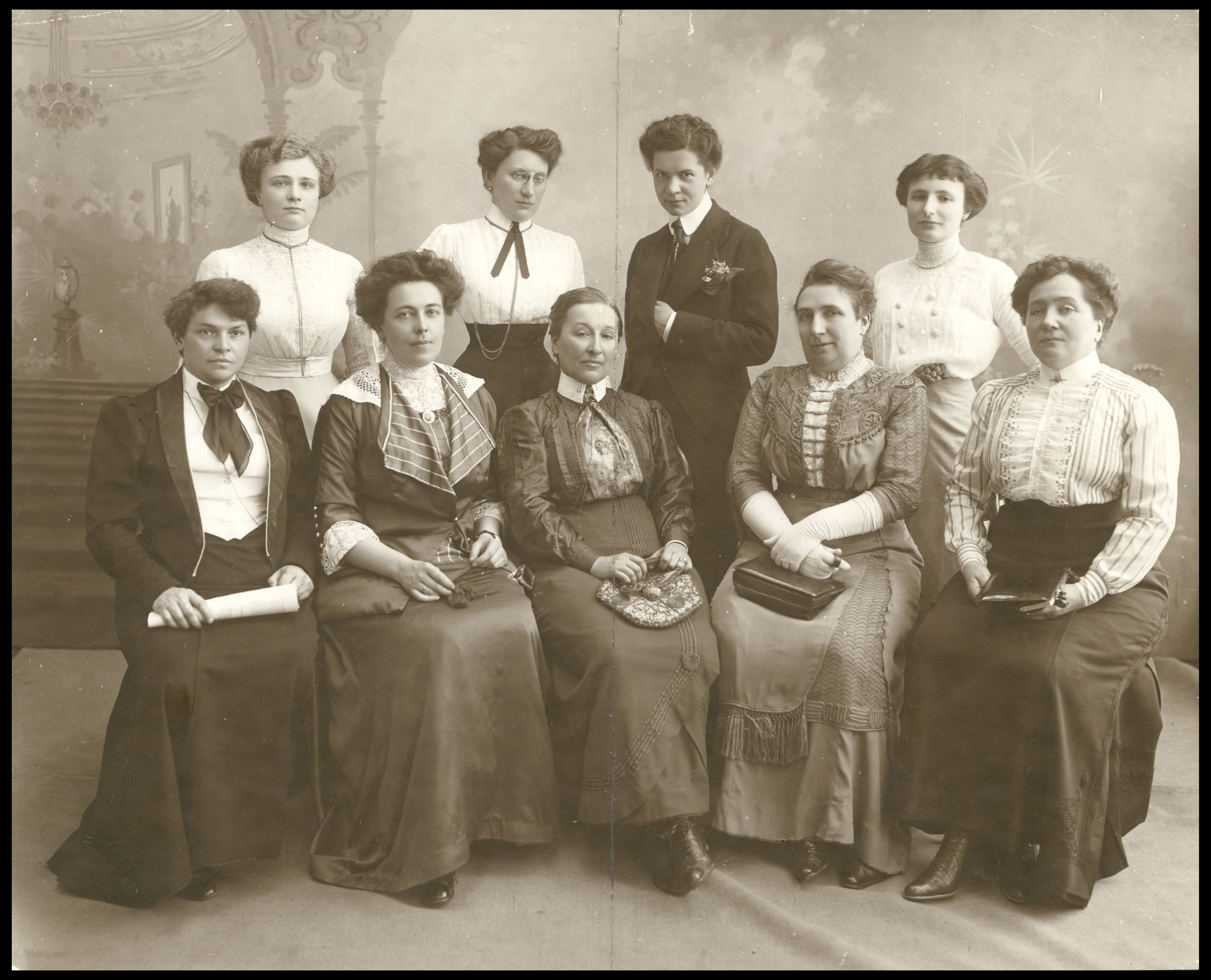
Komitet warszawski wystawy pracy kobiety polskiej w Pradze, 1912. Stoją od lewej: Eugenia Waśniewska, Wanda Stokowska, Wanda Herse, Zofia Tabęcka. Siedzą od lewej: Justyna Budzińska-Tylicka, Helena Zaborowska, Zofia Stankiewicz, Paulina Dickstein, Maria Papieska.

Urodziła się w rodzinie Adama (1850–1915), kupca, i Joanny z Temlerów (1860–1943). Była siostrą Wincentego (1894–1923) i kuzynką Bogusława Władysława Hersego. Po studiach handlowych kierowała domem mody Bogusław Herse w Warszawie. Projektowała również kostiumy teatralne. Od 1915 była dyrektorem zarządzającym Towarzystwa Akcyjnego „Urania”.
W czasie wojny polsko-bolszewickiej zorganizowała i kierowała pociągiem sanitarnym.
Odegrała ważną rolę w działalności społecznej w Warszawie. Od 1922 r. była prezeską Warszawskiego Stowarzyszenia Spożywców.
Została współzałożycielką Warszawskiego Klubu Wioślarek w 1912 r.
Zmarła w 1954. Została pochowana na cmentarzu Ewangelicko-Augsburskim w Warszawie (aleja 54, grób 52).

### Taternictwo
Wanda Herse od młodych lat chodziła dużo po Tatrach z rodzeństwem, często pod opieką przewodnika Klimka Bachledy. Została jedną z najwybitniejszych taterniczek swoich czasów. W 1902 dokonała pierwszego kobiecego wejścia na Mnicha (z Klimkiem Bachledą). W 1910 została członkiem Sekcji Turystycznej Towarzystwa Tatrzańskiego. W grudniu tego roku została też współzałożycielką Sekcji Miłośników Gór Polskiego Towarzystwa Krajoznawczego i jej pierwszą przewodniczącą (1910-12).

### Fotografia
Zajmowała się również fotografią, w tym górską i pejzażową. Zaczęła fotografować w wieku 10 lat. 30 kwietnia 1904 została przyjęta do Towarzystwa Fotograficznego Warszawskiego, później została jego sekretarzem. Jej zdjęcia publikował „Fotograf Warszawski” w marcu 1906 r. („Studium chmur w Tatrach” oraz „Zbocze Szatana”). Wykonywała również zdjęcia łabędzi dla malarki i graficzki Zofii Stankiewicz. 

## Ordery i odznaczenia
- Krzyż Niepodległości – 21 kwietnia 1937 „za pracę w dziele odzyskania niepodległości”[4][1]